# Йоаким Богомодлевський
Богомолевський Іван (чернече ім'я Йоаким; близько 1670, Красне — після 1747) — український педагог на Гетьманщині, випускник та викладач Києво-Могилянської академії. Фігурант  одного з відомих політичних процесів у Російській імперії, дисидент.

## Біографія
Іван Богомолевський народився близько 1670 року в селі Красне Батуринської сотні у родині священика.
Вищу освіту здобув у Києво-Могилянській академії (1685—1697), після чого був її викладачем.
До 1706 навчався за кордоном в університетах Польщі, Німеччини, Литви, Франції, Іспанії. Після повернення до Києва (1708) забраний до Москви, де прийняв чернечий постриг в Московському Заіконоспаському монастирі й того ж року почав викладати в Московській слов'яно-греко-латинській академії. Не пізніше 1714 залишив Москву й оселився в Київському Пустинно-Миколаївському монастирі.
1719, по дорозі додому з Санкт-Петербурга, був заарештований у Батурині за наклепом сотника Ф. Д. Стожка. Судовий процес Богомодлевського із сотником тривав майже 13 років.
1721 київський губернський князь В. Голіцин закував Йоакима «в кайдани».
1730 звинуватили також у крадіжці своєї судової справи з Генеральної військової канцелярії.
1731 утік з-під варти, але 1735 його упіймали і вислали до Чердинського монастиря В'ятської єпархії. Ще 1733 єпископ В'ятський і Великопермський Л. Горка, засновуючи школу, викликав з Києва двох учителів: Василя Ліщинського і Михайла Фіницького. Останній просив, щоб йому на допомогу прислали Богомодлевського. Так кияни-могилянці виручили свого колегу.
1738 Богомолевський викладав у В'ятській семінарії грецьку мову, а з 1739 — піїтику та риторику. Про це є свідчення у списку вчителів і учнів В'ятської семінарії за 1739: «реторической и поэтической школы за профессора з ссылочной взят из под ареста из Чердынского монастыря бывший иеромонах Іоакім Богомодлевский, который аще уже и престарел и от сидения в железы изможден, однако ж ныне риторике и поэтике учит, токмо за старостию ненадежен». Враховуючи останнє, йому дозволили робити священні відправи і перевели до Кирило-Білозерського монастиря Новгородської єпархії, в якому він перебував 1745—1747, де, очевидно, і помер.